# Nicaraguanisches Dorf – Monimbó 1978

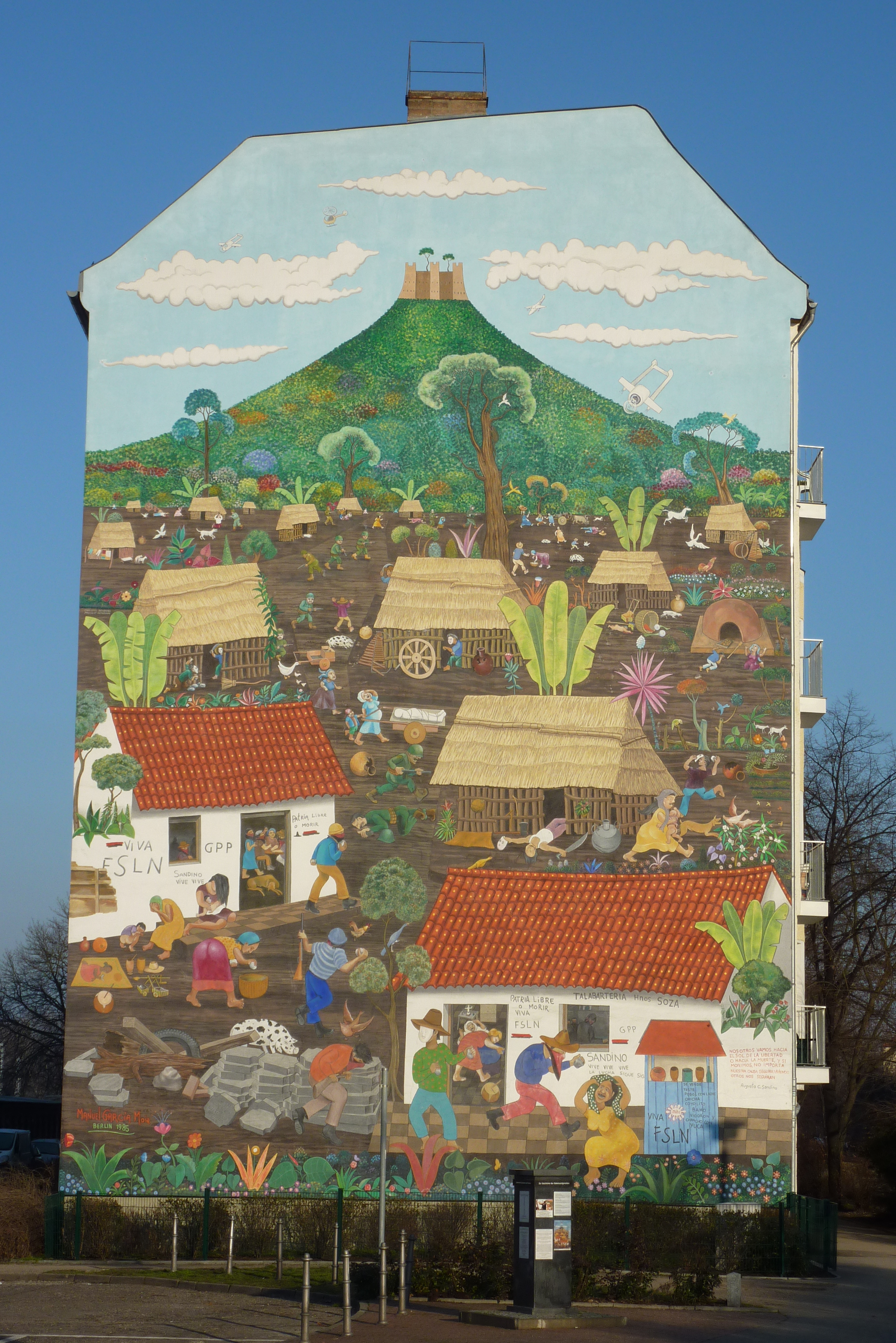
Nicaraguanisches Dorf – Monimbó 1978,
nach der 1. Wiederherstellung

Das Bild Nicaraguanisches Dorf – Monimbó 1978 ist eine 1985 fertiggestellte Darstellung an der Giebelfassade eines Wohnhauses im Berliner Bezirk Lichtenberg. Das Wandbild mit Szenen aus dem Alltagsleben eines kleinen Dorfes in Nicaragua war ein Auftragswerk des Ost-Berliner Magistrats an den nicaraguanischen Künstler Manuel García Moia. Die DDR-Regierung unterstützte unter anderem den Befreiungskampf des nicaraguanischen Volkes gegen das Somoza-Regime. Nach der Wende wurde das Gebäude privatisiert, das Giebelbild entstand als Replikat auf der sanierten Wandfläche neu. Wegen schlechter Materialien und mangelhafter Arbeit fielen jedoch ab dem Jahr 2011 große Teile ab und schließlich musste aus Sicherheitsgründen die bemalte Dämmschicht wieder abgeschlagen werden. Eine Bürgerinitiative bemühte erfolgreich um eine zweite Erneuerung, die im Herbst 2019 abgeschlossen werden konnte.

## Das Thema
Im Auftrag des Magistrats von Berlin und des Kulturministeriums der DDR schuf Moia, Nationalpreisträger für naive Kunst Nicaraguas, in Berlin ein großes Giebelwand-Gemälde an der Lichtenberger Brücke am Haus Skandinavische Straße 26. Das Gemälde mit dem Titel Nicaraguanisches Dorf – Monimbó 1978, unter Mitwirkung von Martin Hoffmann und Trakia Wendisch erstellt (auf einer schwarz grundierten Putzschicht wurden die hellen Farben Schicht für Schicht aufgetragen, bis sie leuchteten), wurde am 27. August 1985 dem Stadtbezirk Lichtenberg übergeben. Es stellt auf einer bemalten Fläche von 255 Quadratmetern in vielen kleinen Geschichten das tägliche Leben und den Kampf der unterdrückten Bevölkerung dar. Das Gemälde zählt nach Meinung des englischen Kunstwissenschaftlers David Kunzle zu den größten Wandgemälden mit naiver Malerei in der Welt.
„… Es ist Zeugnis einer außerordentlichen kreativen Kunstepoche der Muralkunst in Lateinamerika.“

## Geschichtlicher Hintergrund
Die Demokratische Befreiungsfront (UDEL), ein Zusammenschluss verschiedener Parteien, und die beiden größten Gewerkschaften in Nicaragua forderten Ende 1977 gemeinsam die Aufhebung des Belagerungszustandes, der Pressezensur und die Einführung gewerkschaftlicher und demokratischer Freiheiten sowie eine allgemeine Amnestie im Lande.
In dieser Situation sowie in starker militärischer (Sandinisten) und politischer Bedrängnis versuchte der Diktator, Präsident Anastasio Somoza Debayle, „die Flucht nach vorn“. Auf seinen Befehl wurde am 10. Januar 1978 der Vorsitzende der UDEL und populäre Verleger der Oppositionszeitung La Prensa, Pedro Joaquín Chamorro auf offener Straße ermordet. Mit dem Mord an seinem politischen Hauptkonkurrenten wollte Somoza die Opposition entscheidend treffen, bewirkte aber das Gegenteil: Der jahrzehntelang aufgestaute Unmut brach sich Bahn, zum ersten Mal beteiligte sich das nicaraguanische Volk vereint an einem landesweiten Generalstreik.
In diese Zeit fiel auch eine spontane Volkserhebung in Masaya, der fünftgrößten Stadt des Landes. Die ca. 20.000 indianischen Einwohner Masayas, die im Stadtteil Monimbó unter besonders elenden Bedingungen lebten, erhoben sich am 20. Februar 1978. Die überwiegend Ackerbau in kleinen Gärten betreibenden Indigenen waren zu 65 Prozent Analphabeten, darüber hinaus waren sie häufig krank. Im gesamten Stadtteil fehlten Elektrizität, Wasser- und Abwasserleitungen. Obwohl nur im Besitz weniger Macheten, Feuerwerkskörper und einiger Pistolen, begannen die Indigenen ohne jegliche Anleitung mit der Verbarrikadierung ihrer Ortschaft. Nach gut einer Woche hatte die Übermacht der Somoza-Nationalgarde mit massivem Gewalteinsatz den verzweifelten Widerstand der Bevölkerung niedergeschlagen.
Für die Straßenkämpfe in Monimbó setzte Somoza nur ausländische Söldner ein, Exilkubaner, Vietnamesen, etwa 300 Südkoreaner, die zumeist über Zeitungsannoncen in US-amerikanischen Zeitungen angeworben worden waren. Etwa 50 von ihnen starben in und um Monimbó, die Indios dagegen beklagten 343 Tote, meist wehrlose Frauen und Kinder. Um ihre Familien vor den von Somoza angedrohten Vergeltungsmaßnahmen zu schützen, brachten viele Frauen die verwundeten und getöteten Verteidiger, sobald es ging, in die nahe gelegenen Berge.
Der Aufstand von Monimbó musste scheitern, da jegliche Hilfe von außen, wenn überhaupt, viel zu spät eintraf und in der internationalen Öffentlichkeit zunächst kaum wahrgenommen wurde. Trotzdem ließ sich durch die Niederschlagung in Monimbó der Wille des nicaraguanischen Volkes zum Aufstand nicht unterdrücken. Im Gegenteil, Monimbó wurde zum nationalen Fanal.
Manuel García Moia, selbst in diesem indianischen Stadtteil geboren und dort unter ärmlichsten Verhältnissen aufgewachsen, verarbeitete dieses mörderische Bürgerkriegstrauma in seinem Antikriegswandbild Nicaraguanisches Dorf – Monimbó 1978. Monimbó, das war und ist aber auch eine herausgehobene Stätte der Entstehung und Pflege der traditionellen Volkskunst Nicaraguas.
Erwähnenswert und zugleich traurig war, dass eine Geschichte bewaffneter Unterdrückung gerade dieses kleinen Dorfes sich nach 30 Jahren wiederholte und zwar unter der Regierung desjenigen Sandinisten Daniel Ortega, der 1979 den Sturz des Diktators Somoza mit herbeiführte und danach erstmals in der Junta die Geschicke des Landes mitbestimmte, siehe Proteste gegen die Regierung Ortega 2018.

## Kunsterhaltungsinitiative und Wiederentstehung des Bildes
Das Wandgemälde befand sich im Herbst 2003 in einem schlechten Erhaltungszustand; das Wohnhaus war inzwischen nach der Wende privatisiert worden. Der neue Eigentümer wollte das epoachale Bild bei der Sanierung unter der geplanten Wärmedämmung des Wohnhauses verschwinden lassen.
Nach langem und beharrlichem Ringen hat eine eigens gegründete Berliner Kunstinitiative erreicht, dass mit Unterstützung vieler Bürger und gewonnener Förderer und Sponsoren dieses außergewöhnliche Kunstwerk nicht verloren ging. Mit dem Einverständnis des nicaraguanischen Schöpfers sowie des Hauseigentümers gelang es, die Rettung des Wandbildes im Sommer 2004 einzuleiten. Nachdem das Original zeichnerisch, fotografisch und durch Abpausen einzelner Details genau und systematisch erfasst worden war, malten der Kreuzberger Künstler Gerd Wulff und sein Hamburger Kollege Max Michael Holst das Gemälde in weitgehender werk- und farbgetreuer Form neu auf die zuvor mit Spezialschichten sanierte Giebelwand des Hauses. Es wurde künstlerisch reproduziert. Auf diese Weise ist das ursprüngliche Bild unter der Dämmschicht erhalten geblieben.
Die Kosten für das gesamte Kunsterhaltungsprojekt betrugen mehr als 100.000 Euro, wobei zirka 20 Prozent aus öffentlichen Zuschüssen des Bezirksamtes bzw. der Senatsverwaltung für Kultur und rund 80 Prozent aus Sponsoren- und Spendengeldern stammten, die von der Initiative bei ihren zahlreichen öffentlichen Aktivitäten erwirtschaftet worden waren. Die künstlerische Reproduktion erstrahlte nach ihrer feierlichen Übergabe seit dem 30. September 2005 in neuer Farbenpracht am gleichen Ort.

## Sommer 2013 – das Wandbild ist weg

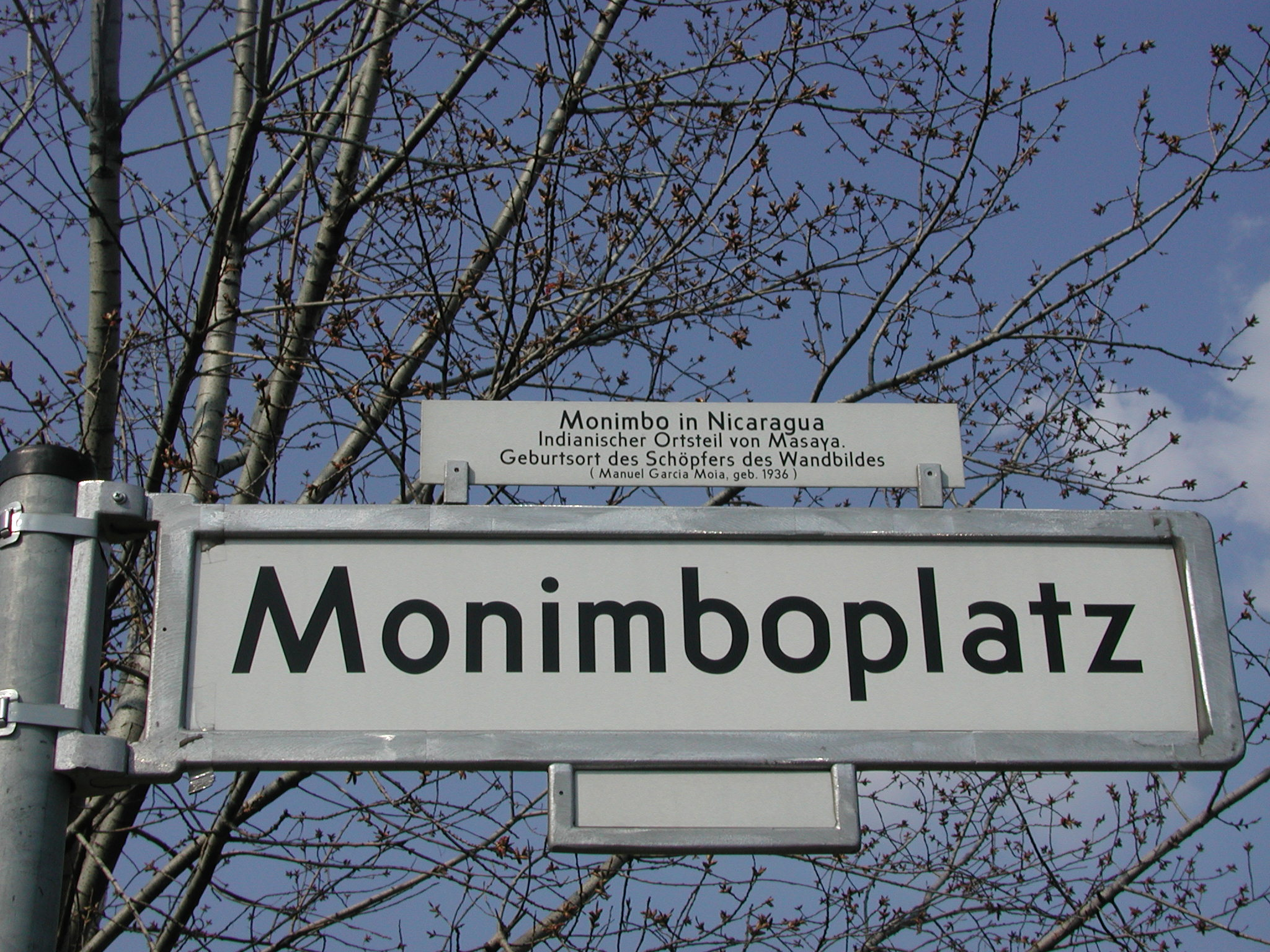
Erstes Straßenschild des neuen Platzes mit kleinem Rechtschreibfehler

Im Jahr 2011 begann ein schleichender Verfall des erneuerten Gemäldes, große Flächen bröckelten immer wieder ab. Dabei waren Autos beschädigt und Passanten getroffen worden. So musste das Giebelbild im Sommer 2013 aus Sicherheitsgründen vollständig abgenommen werden, die verbliebene Fläche wurde komplett mit weißer Farbe übermalt. Zuständig für das Kunstwerk ist der Hausbesitzer Manfred Meier. Zunächst gab es Streit um die Ursache des Zerfalls auch unter Einbeziehung der Sanierungsfirma und der Farbenhersteller. Der damalige Lichtenberger Bürgermeister Andreas Geisel sah das bekannte Wandgemälde als ein Aushängeschild für den Bezirk und veranstaltete am 19. August 2013 ein Konsensgespräch im Rathaus. Die Kosten für eine erneute Kopie wurden mit etwa 150.000 Euro angesetzt und es sollte bis zum Jahr 2014 entstehen. Wie sich zeigte, passierte dennoch längere Zeit nichts, lediglich die wieder aktive Bürgerinitiative Erhalt des Nicaragua-Giebel-Wandgemäldes trat immer wieder öffentlichkeitswirksam auf und sammelte darüber hinaus 10.000 Euro Spendengelder ein. Im Sommer 2015 wurde das Originalbild zunächst wieder freigelegt und sein Zustand begutachtet. Fachleute aus Bauservice-Unternehmen berieten zusammen mit dem Architekten Christoph Schwan und Vertretern der Bürgerinitiative, ob es saniert oder komplett entfernt und durch eine neuerliche Kopie ersetzt werden soll. Der Architekt schätzte für die Sanierung etwa 300.000 Euro, andere bezifferten eine erneute Kopie, die auf dem komplett abgeschlagenen Brandgiebel aufgetragen würde, auf 53.000 Euro. Im September 2015 war noch nichts entschieden.

## Namensvergabe an den Platz vor dem Wandgemälde
Genau am 70. Geburtstag des nicaraguanischen Künstlers erhielt die Fläche zwischen Lichtenberger Brücke und dem städteräumlichen Kunstensemble offiziell den Namen Monimbóplatz verliehen. Mit Unterstützung von City Leuchtwerbung Berlin und Vattenfall Europe wurde am 15. November 2006 ein weiteres Anschlussprojekt der Initiative realisiert: das Nicaragua-Giebelwandgemälde wurde in den Abend- und Nachtstunden durch vier Bodenscheinwerfer beleuchtet. Aus restlichen, vorhandenen Spendengeldern konnten noch bis Ende 2008 die anfallenden Stromkosten beglichen werden.
Eine gemauerte Säule auf dem Monimbóplatz, aufgestellt und gestaltet von der Bürgerinitiative, die die erste Rettung des Gemäldes erfolgreich zustande gebracht hatte, informiert über den Werdegang des Gemäldes, über den Maler und nennt die Förderer und Sponsoren, die von der Initiative gewonnen wurden.

## Perspektive für das Wandbild

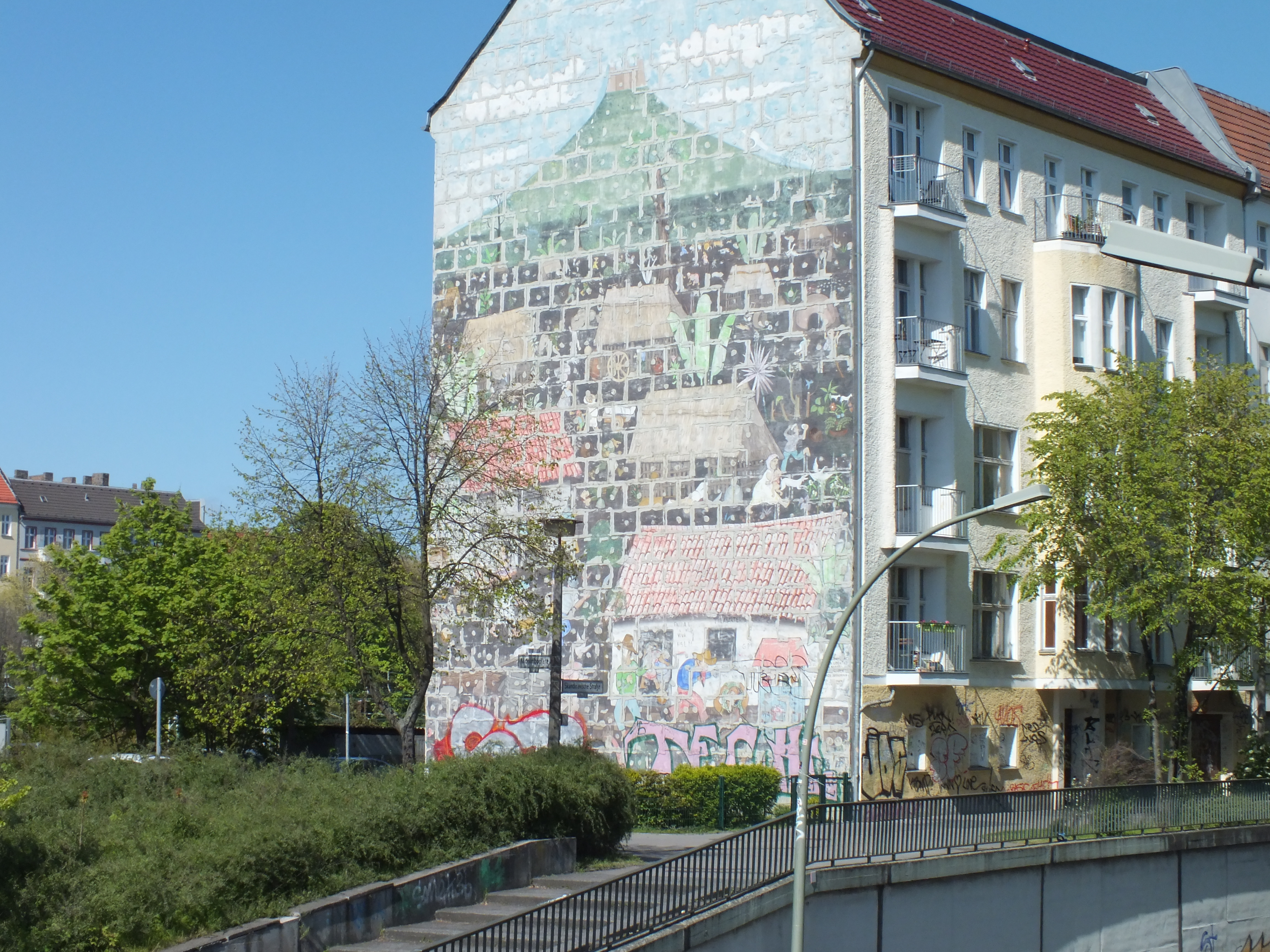
Im Frühjahr 2017 war das Originalbild am Giebel in schwacher Farbgebung zu erkennen, eine (zweite) Erneuerung erfolgte im Sommer 2019.

Das Bezirksamt Lichtenberg hat für eine zweite Wiederherstellung nach gewonnenen Prozessen vorerst eine Versicherungssumme von 49.000 Euro zur Verfügung. Da aber eine Erneuerung nach Schätzungen mindestens 103.000 Euro kosten wird, mussten noch Spenden gesammelt und Sponsoren gefunden werden. An der Spitze der beim Kulturring in Berlin e.V. angesiedelten Kampagne steht die ehemalige Lokalpolitikerin Christel Schemel, die unter anderem bereits die Nikaraguanische Botschafterin sowie die Bundestagsabgeordneten Gesine Lötzsch (Die Linke) und Hans-Christian Ströbele (Grüne) als Unterstützer gewinnen konnte. Auch eine Förderung mit öffentlichen Geldern wird in Aussicht genommen. Das Landesdenkmalamt Berlin hat auf Antrag der Bürgerinitiative eine Prüfung auf möglichen Denkmalschutz durchgeführt und festgestellt, dass nach einer erneuten Wiederherstellung das wahrscheinlich positiv beschieden werden könne. Bis Mitte des Jahres 2018 hatte sich nichts getan, auch in den Pressemitteilungen des Bezirksamts gab es keine diesbezüglichen Aussagen.
Im Jahr 2019 fand sich unter anderem die Wohnungsbaugesellschaft Howoge als Unterstützerin für eine neue Reproduktion. Die Giebelwand wurde im Mai 2019 eingerüstet und die Arbeiten begannen.
Unter Leitung der Restauratorinnen Dunja Rütt und Anke Hirsch besserte ein Team von Wandmalern alle Flächen aus, entfernte Graffiti im unteren Bereich und malte abgefallene Stückchen nach den dokumentierten Ansichten neu. Bereits am 29. Juli 2019 waren die Arbeiten erledigt und das Bild ist seitdem wieder sichtbar.